# Theuma elucubata
Espèce
Theuma elucubata est une espèce d'araignées aranéomorphes de la famille des Prodidomidae.

## Distribution
Cette espèce est endémique d'Afrique du Sud. Elle se rencontre au Gauteng, au Nord-Ouest, au Limpopo et au KwaZulu-Natal.

## Description
La femelle holotype mesure 8,5 mm.

## Systématique et taxinomie
Cette espèce a été décrite par Tucker en 1923.

## Publication originale
- Tucker, 1923 : « The Drassidae of South Africa. » Annals of the South African Museum, vol. 19, p. 251-437 (texte intégral).